# De Dion-Bouton 24 CV

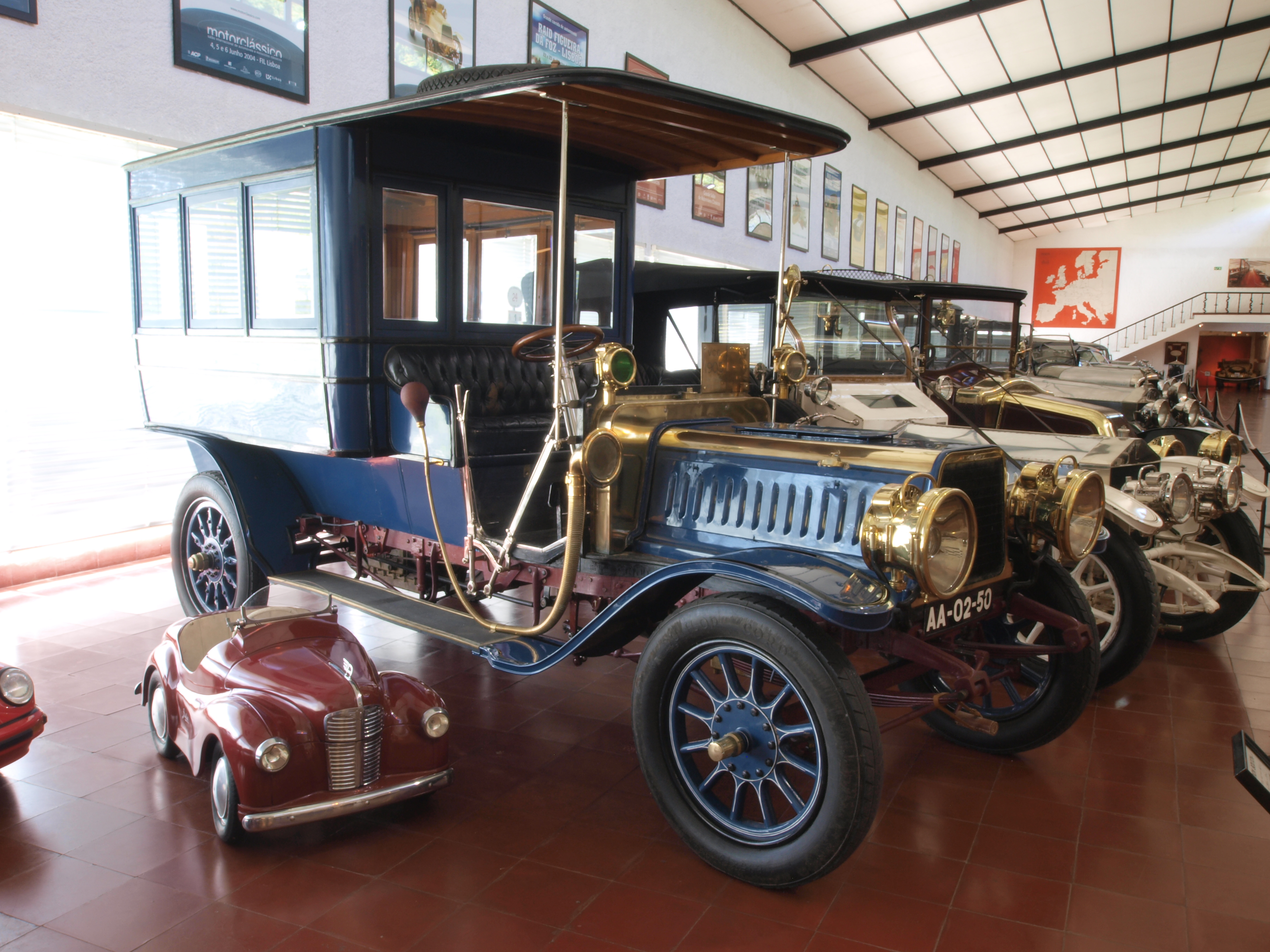
De Dion-Bouton Type AI

Der De Dion-Bouton 24 CV war eine Modellreihe des französischen Automobilherstellers De Dion-Bouton aus der Zeit vor dem Zweiten Weltkrieg. Dabei stand das CV für die Steuer-PS. Zu dieser Modellreihe gehörten:
- De Dion-Bouton Type AI (1905–1906)
- De Dion-Bouton Type AP (1906)